# Kiss Symphony: Alive IV
Kiss Symphony: Alive IV je koncertní album od Kiss nahrané roku 2003 s melbournským symfonickým orchestrem. Skladby pro orchestr upravil David Campbell, který byl zároveň dirigentem. Jde o pátý živák od Kiss a první od Kiss Records a Sanctuary Records.

## Seznam skladeb
Všechno nahráno v Telstra Dome v Melbourne, Austrálie, 28. února, 2003.

### 2-Diskové vydání

#### Disk 1
Act One: Kiss
| Pořadí | Název                    | Autor                    | Délka |
| ------ | ------------------------ | ------------------------ | ----- |
| 1.     | Deuce                    | Gene Simmons             | 4:14  |
| 2.     | Strutter                 | Paul Stanley / Simmons   | 3:22  |
| 3.     | Let Me Go, Rock 'n' Roll | Stanley / Simmons        | 6:09  |
| 4.     | Lick It Up               | Vinnie Vincent / Stanley | 5:12  |
| 5.     | Calling Dr. Love         | Simmons                  | 3:30  |
| 6.     | Psycho Circus            | Stanley / Mitchell       | 5:12  |

Act Two: Kiss a Melbournský Symfonický Orchestr
| Pořadí | Název               | Autor                              | Délka |
| ------ | ------------------- | ---------------------------------- | ----- |
| 7.     | Beth                | Peter Criss / Penridge / Bob Ezrin | 3:40  |
| 8.     | Forever             | Stanley / Michael Bolton           | 3:50  |
| 9.     | Goin' Blind         | Simmons / Coronel                  | 3:38  |
| 10.    | Sure Know Something | Stanley / Poncia                   | 4:20  |
| 11.    | Shandi              | Stanley / Poncia                   | 3:39  |

#### Disk 2
Act Three: Kiss a Melbournský Symfonický Orchestr
| Pořadí | Název                                            | Autor                                  | Délka |
| ------ | ------------------------------------------------ | -------------------------------------- | ----- |
| 12.    | Detroit Rock City                                | Stanley / Ezrin                        | 4:49  |
| 13.    | King of the Night Time World                     | Stanley / Ezrin / Kim Fowley / Anthony | 3:30  |
| 14.    | Do You Love Me                                   | Stanley / Ezrin / Fowley               | 4:10  |
| 15.    | Shout It Out Loud                                | Stanley / Simmons / Ezrin              | 4:09  |
| 16.    | God of Thunder                                   | Stanley                                | 4:26  |
| 17.    | Love Gun                                         | Stanley                                | 4:25  |
| 18.    | Black Diamond                                    | Stanley                                | 7:11  |
| 19.    | Great Expectations (Australian Children's Choir) | Simmons / Ezrin                        | 4:19  |
| 20.    | I Was Made for Lovin' You                        | Stanley / Child / Poncia               | 4:59  |
| 21.    | Rock and Roll All Nite                           | Stanley / Simmons                      | 7:21  |

### Jedno Disková Edice
Act One: Kiss
| Pořadí | Název            | Autor             | Délka |
| ------ | ---------------- | ----------------- | ----- |
| 1.     | Deuce            | Simmons           | 4:14  |
| 2.     | Lick It Up       | Vincent / Stanley | 5:12  |
| 3.     | Calling Dr. Love | Simmons           | 3:30  |

Act Two: Kiss a Melbournský Symfonický Orchestr
| Pořadí | Název       | Autor                    | Délka |
| ------ | ----------- | ------------------------ | ----- |
| 4.     | Beth        | Criss / Ezrin / Penridge | 3:40  |
| 5.     | Goin' Blind | Simmons / Coronel        | 3:38  |
| 6.     | Shandi      | Stanley / Poncia         | 3:39  |

Act Three: Kiss a Melbournský Symfonický Orchestr
| Pořadí | Název                                            | Autor                              | Délka |
| ------ | ------------------------------------------------ | ---------------------------------- | ----- |
| 7.     | Detroit Rock City                                | Stanley / Ezrin                    | 4:49  |
| 8.     | King of the Night Time World                     | Stanley / Ezrin / Fowley / Anthony | 3:30  |
| 9.     | Do You Love Me                                   | Stanley / Ezrin / Fowley           | 4:10  |
| 10.    | Shout It Out Loud                                | Stanley / Simmons / Ezrin          | 4:09  |
| 11.    | God of Thunder                                   | Simmons                            | 4:26  |
| 12.    | Love Gun                                         | Stanley                            | 4:25  |
| 13.    | Black Diamond                                    | Stanley                            | 7:11  |
| 14.    | Great Expectations (Australian Children's Choir) | Simmons / Ezrin                    | 4:19  |
| 15.    | Rock and Roll All Nite                           | Stanley / Simmons                  | 7:21  |

Bonus
| Pořadí | Název                                                         | Autor       | Délka |
| ------ | ------------------------------------------------------------- | ----------- | ----- |
| 16.    | Do You Remember Rock 'n' Roll Radio? (původně od The Ramones) | Joey Ramone |       |

## Sestava
- Paul Stanley - kytara, zpěv
- Gene Simmons - baskytara, zpěv
- Tommy Thayer - kytara
- Peter Criss - bicí, zpěv

a dále
- Melbournský symfonický orchestr
- Mark Opitz-producent